# Меч Османа

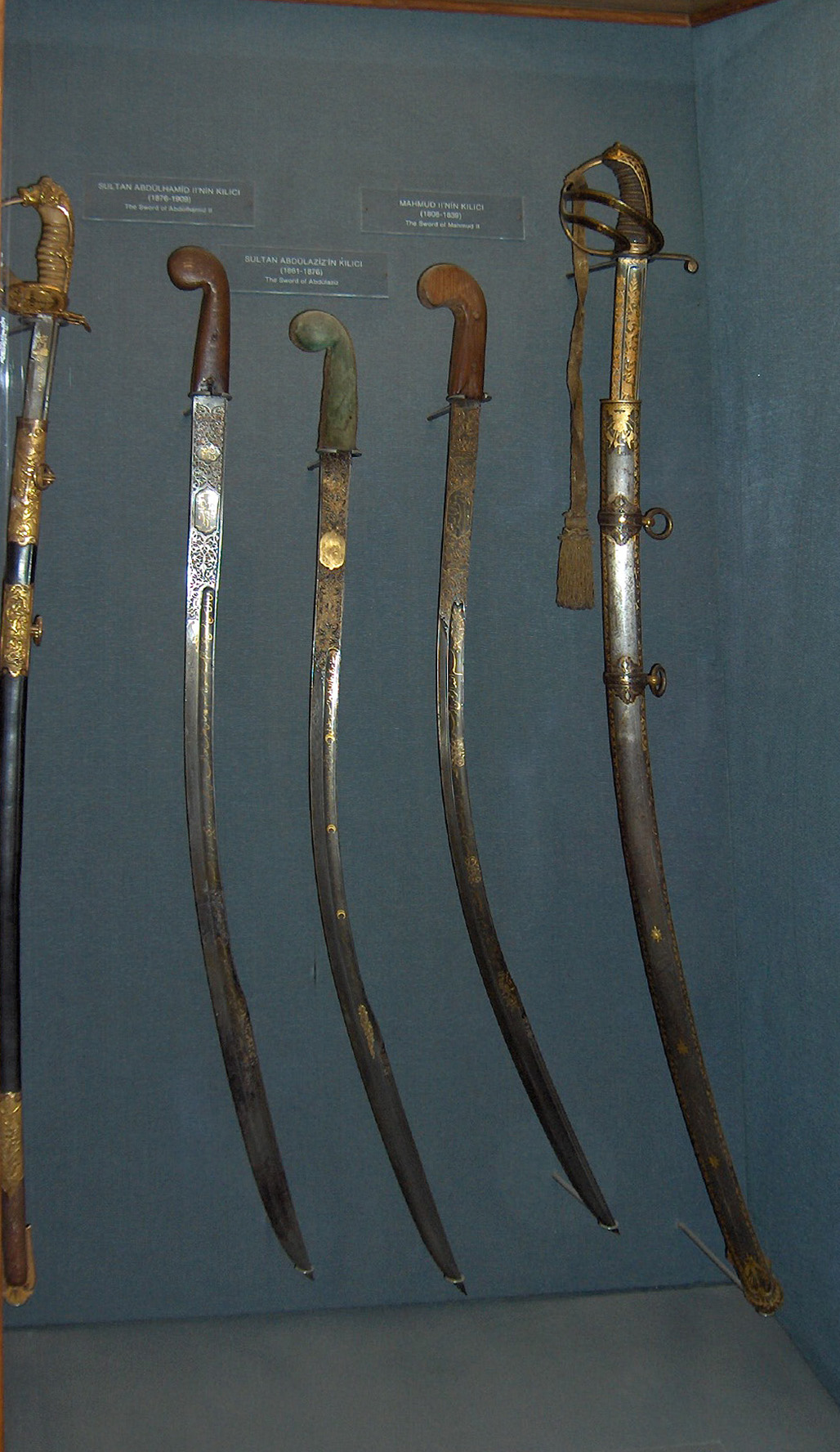
Мечі османських султанів, палац Топкапи

Меч Османа (осман. تقلیدِ سیف; тур. Osman'ın Kılıcı) — коронаційний клейнод Оттоманської імперії, важливий державний меч, який використовувався під час церемонії «оперізування мечем» (тур. Kılıç alayı), як складової ритуалу вступу на престол султанів Оттоманської імперії.
Меч за легендою належав та був названий на честь Османа I, засновника династії Османів.
Процес інтронізації (сходження на престол) нового султана Оттоманської імперії складався з обов'язкових церемоній джулюс, хутба та оперізування мечем Османа. Обряд оперізування мечем відбувався незабаром після посідання трону (церемонія Джулюс) і відповідав європейським обрядам коронації.

## Історія
Вважається що витоки церемонії оперізування мечем походять від тестя Османа І Шейха Едебалі, який одягнув Осману «меч ісламу», благословивши його на боротьбу з невірними. Едебалі був шейхом таріката мевлеві, заснованого сином Джелаладдіна Румі. Також існує легенда, що сам засновник таріката, старший син Джелаладдіна, султан Валадье, оперезав Османа мечем свого батька.
Традиційно вважається, що оперізування мечем наступних монархів почав здійснювати голова тарікату. Нібито він спеціально для цього прибував з Коньї в Стамбул, тому що більш ніхто не мав права оперізувати мечем султана. Проте згодом обряд проводився шейхом уль-ісламом та/або накіб уль-ешрафом, іноді до них приєднувався сілагдар-ага (головний зброєносець султана), ага яничарів (голова корпусу яничар) або голова тарікату. Історично зафіксовано не більше семи випадків участі глави тарікату в обряді, а всього відомо про тридцять церемоній оперізування мечем Османа.
Перші записи про процедуру оперізування мечем зафіксовані в часи султана Мурада II. А його син, Мехмед II, встановив порядок здійснення обряду і пройшов його повторно після завоювання Константинополя в самому місті.
Носіння цього меча повинно було відбуватися протягом 2 тижнів після інтронізації султана. Для цього в Еюпі на Золотому Розі в Стамбулі був побудований могильний комплекс. Новий султан сідав на султанський човен із палацу Топкапи і приїжджав до Еюпа із Золотого Рогу. Кладовище Еюп було побудоване султаном Мехмедом Завойовником завдяки мученицькій смерті товаришів Абу Еюб ель-Ансарі під час першої мусульманської облоги Стамбула в VII столітті.

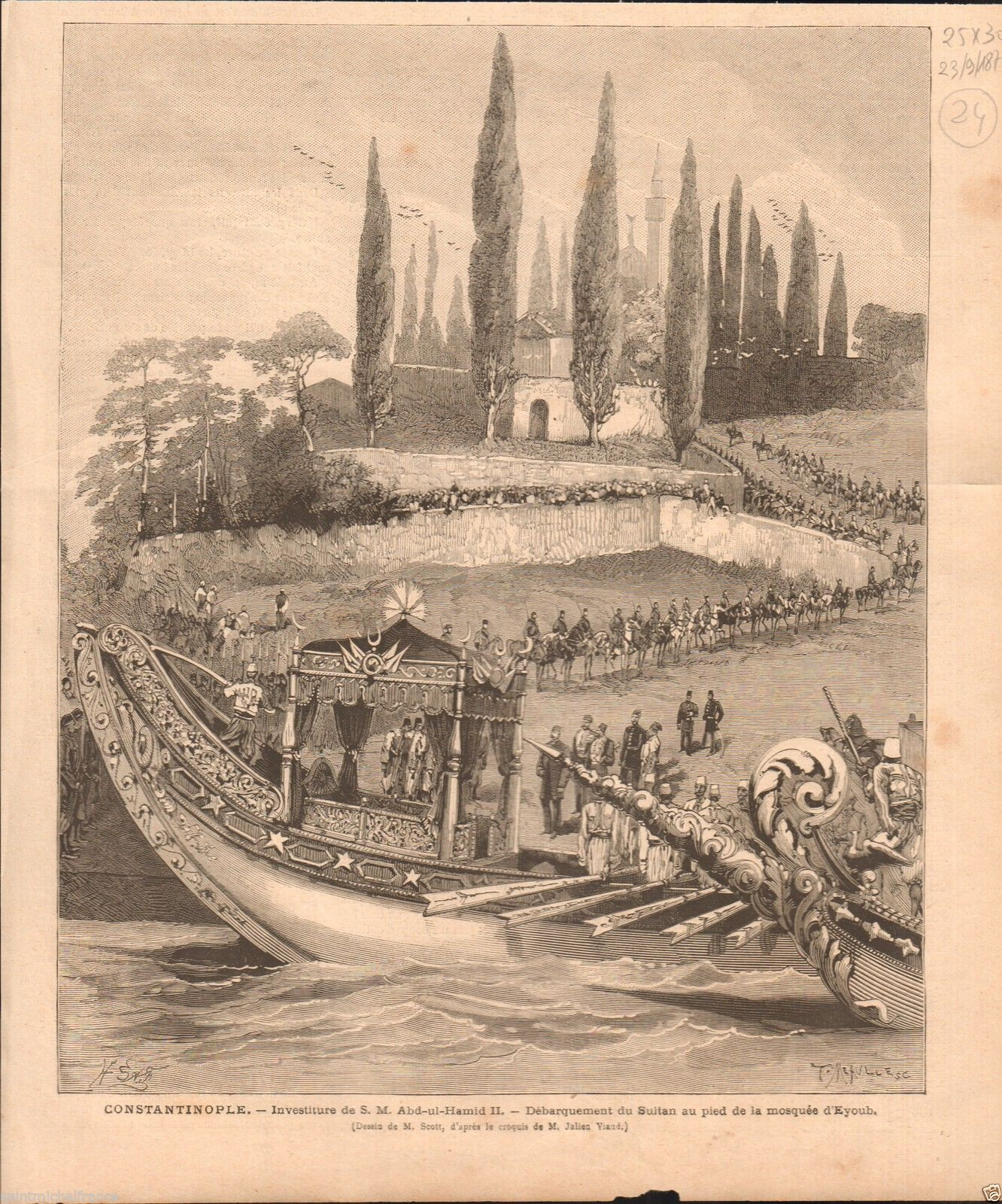
Абдул-Хамід II прибуває на човні до Ейюпа, 1876 р.

## Церемонія
Підперезання Мечем Османа відбувалось після того, як новий султан приймав омаж від сановників, духовних лідерів та воєначальників імперії на першій складовій інтронізації нового монарха — церемонії джулюс. Оперізування мечем було другою важливою церемонією в процесі визнання легітимності нового правителя. Воно відбулося протягом двох тижнів після сходження на престол (джулюс) султана.
Оперізування мечем Османа проводилося в Мечеті Султана Ейюпа, збудованій на березі протоки Золотий Ріг у Константинополі. Хоч дорога від палацу Топкапи (де мешкав султан) до Мечеті була коротша, султан урочисто сідав на імператорський човен, щоб з великою помпою туди приплисти. Релігійно-меморіальний комплекс у районі Ейюпа був побудований султаном Мехмедом II на честь Абу Айюб аль-Ансарі, соратника Мугамеда, який загинув під час першої мусульманської облоги Константинополя в VII столітті. Таким чином, підперізування мечем нового султана відбулося на місці, яке вважалося священним, і пов'язувало нового правителя з його величними предками та самим пророком Мугамедом.

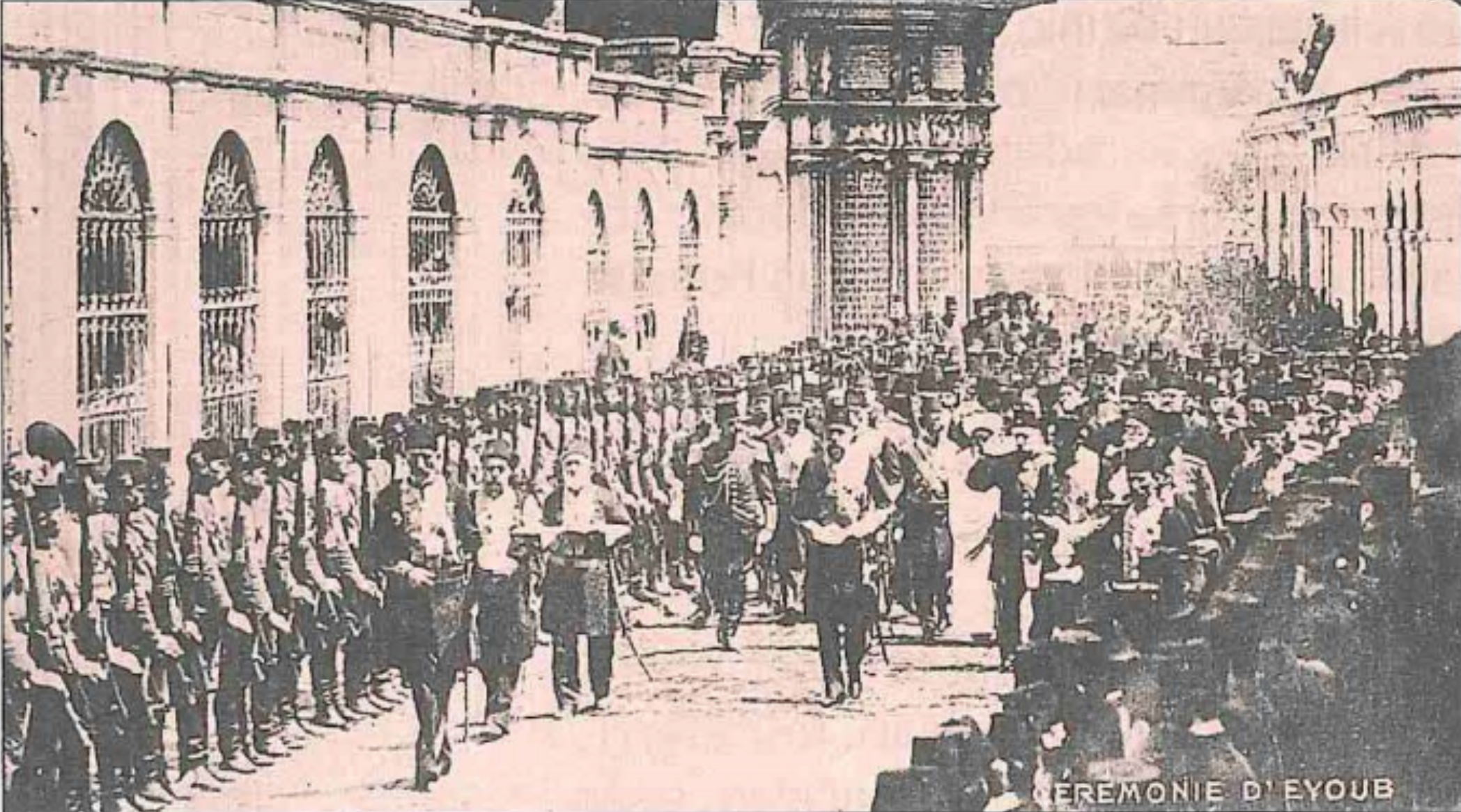
Урочиста «процесія меча» перед оперізування Мехмеда V, 27 квітня 1909

Сама церемонія складалась з декількох етапів. Першим етапом була «процесія меча», коли меч Османа урочисто проносили до місця церемонії оперізування. Другим — в день церемонії султан урочисто прибував в Ейюп по морю на пишному човні. Припливши, султан сходив на берег, сідав на коня і святковою ходою долав шлях від пристані до мечеті, рухаючись у натовпі сановників і рядів військ. Біля входу султан спішувався та заходив до мечеті. Помолившись, він виходив до старого платана між мечеттю і тюрбе Абу Айюб аль-Ансарі, де його оперізували мечем Османа, а іноді ще й іншими мечами, за вибором султана.
Крім меча Османа, в різні часи ще використовувалися меч Мугамеда аль-Баттар, меч Халіда ібн Валіда, меч халіфа Умара, меч халіфа Алі і меч султана Селіма I. Наприклад, Махмуд II праворуч був оперезаний мечем Мугамеда, а зліва — мечем Османа; султан Мустафа III вибрав для церемонії меч каліфа Умара, щоб підкреслити прагнення до справедливості.
Після оперізування султан з великим почтом вирушав до Стамбула і в'їжджав у місто через ворота Едірне, відвідуючи могили великих попередників і Мечеть Ая-Софія. У перелік відвідуваних могил входили поховання Сулеймана I, Баязида II, Мехмеда II, що побудував мечеть Ейюпа і затвердив сам ритуал, Селіма I, якому згідно з легендою, каїрський каліф аль-Мутавакіль передав титул каліфа і його клейноди — меч і мантію Мугамеда.
Ця церемонія була дуже символічною: новий султан ставав головним воїном з мечем першого султана Османа, яким його оперезав соратник пророка Мугамеда.
До кінця XIX століття немусульманам було заборонено входити в мечеть Ейюп і бути свідками церемонії підперезання мечем. Першим, хто відступив від цієї традиції, став Мехмед V, чия церемонія підперезання була відкритою для іноземних послів та представників всіх релігійних громад імперії. На церемонії, що відбулась 10 травня 1909 р., окрім Шейха аль-Ісламі, були присутні Вселенський патріарх, головний рабин, представник Вірменської апостольської церкви та інші. Дозвіл немусульманам бути присутнім на церемонії дозволило газеті «New York Times» написати надзвичайно детальний звіт про неї.
Брат і наступник Мехмеда V султан Мехмед VI, церемонія підперезання мечем якого відбулася 4 липня 1918 р., пішов ще далі, дозволивши знімати церемонію на відео. Оскільки він був останнім османським султаном, це стало єдиною церемонією, яку знімали.
Меч Османа зберігається в секції Імператорської скарбниці палацу Топкапи.